# Storgrovtinden
De Storgrovtinden is een berg behorende bij de gemeente Lom in de provincie Oppland in Noorwegen. De berg, gelegen in Nationaal park Jotunheimen, heeft een hoogte van 2229 meter.
De Storgrovtinden is onderdeel van het gebergte Jotunheimen.